# Associazione Calcio Fiorentina 1964-1965
Questa voce raccoglie le informazioni riguardanti l'Associazione Calcio Fiorentina nelle competizioni ufficiali della stagione 1964-1965.

## Stagione
È una stagione molto importante nella storia della società viola, con il cambio della presidenza a fine campionato, al posto dell'uscente Longinotti, arriva Nello Baglini, che si propone l'obbiettivo di risanare il dissestato bilancio societario vendendo i giocatori di grido.
Alla Fiorentina arrivano ancora giovani promesse: Giancarlo Bertini, Alberto Orlando, Juan Carlos Morrone. Continua quindi a delinearsi questa politica della dirigenza viola di voler puntare sui giovani (cosa che oggigiorno si sfrutta poco) che, come si sa, possono dare gioie e dolori, ma per ora i risultati si vedono, i viola raccolgono un altro quarto posto. Il giovane bomber Alberto Orlando si laurea capocannoniere del campionato con 17 reti.
In Europa la Fiorentina arriva alla finale della Coppa Mitropa, persa contro gli ungheresi del Vasas, mentre in Coppa delle Fiere viene eliminata al primo turno dagli spagnoli del Barcellona. In Coppa Italia la Fiorentina viene eliminata, sempre al primo turno dalla Spal.

## Rosa
| N. |                   | Ruolo | Calciatore         |
| -- | ----------------- | ----- | ------------------ |
|    | Italia (bandiera) | P     | Enrico Albertosi   |
|    | Italia (bandiera) | P     | Alfredo Paolicchi  |
|    | Italia (bandiera) | D     | Giuseppe Brizi     |
|    | Italia (bandiera) | D     | Sergio Castelletti |
|    | Italia (bandiera) | D     | Ugo Ferrante       |
|    | Italia (bandiera) | D     | Piero Gonfiantini  |
|    | Italia (bandiera) | D     | Mauro Matteucci    |
|    | Italia (bandiera) | D     | Enzo Robotti       |
|    | Italia (bandiera) | C     | Renato Benaglia    |
|    | Italia (bandiera) | C     | Mario Bertini      |

| N. |                      | Ruolo | Calciatore               |
| -- | -------------------- | ----- | ------------------------ |
|    | Italia (bandiera)    | C     | Mario Brugnera           |
|    | Italia (bandiera)    | C     | Egidio Guarnacci         |
|    | Italia (bandiera)    | C     | Rino Marchesi            |
|    | Italia (bandiera)    | C     | Gastone Marchi           |
|    | Italia (bandiera)    | C     | Giovan Battista Pirovano |
|    | Svezia (bandiera)    | A     | Kurt Hamrin              |
|    | Argentina (bandiera) | A     | Humberto Maschio         |
|    | Argentina (bandiera) | A     | Juan Carlos Morrone      |
|    | Italia (bandiera)    | A     | Paolo Nuti               |
|    | Italia (bandiera)    | A     | Alberto Orlando          |

## Risultati

### Serie A

#### Girone di andata
| Arbitro: | Righetti (Torino) |

|                             |           |            |
| Hamrin 13’ Orlando 29’, 59’ | Marcatori | 3’ Rinaldi |

| Arbitro: | Righi (Milano) |

|                                      |           |  |
| Da Silva 49’ Sormani 68’ Barison 87’ | Marcatori |  |

| Arbitro: | Genel (Trieste) |

|             |           |  |
| Maschio 61’ | Marcatori |  |

| Arbitro: | Monti (Ancona) |

|                |           |             |
| Traspedini 23’ | Marcatori | 58’ Morrone |

| Arbitro: | Varazzani (Parma) |

|                        |           |                                          |
| Angelillo 2’, 12’, 56’ | Marcatori | 18’ (rig.) Marchesi 38’ Nuti 41’ Morrone |

| Arbitro: | Bernardis (Trieste) |

|            |           |  |
| Hamrin 64’ | Marcatori |  |

| Arbitro: | De Robbio (Torre Annunziata) |

|                                      |           |                    |
| Hitchens 22’ Simoni 48’ Moschino 50’ | Marcatori | 7’ (rig.) Marchesi |

| Arbitro: | D'Agostini (Roma) |

|             |           |  |
| Maschio 62’ | Marcatori |  |

| Arbitro: | Angonese (Mestre) |

|                         |           |              |
| Pirovano 6’ Maschio 27’ | Marcatori | 19’ Maraschi |

| Arbitro: | Francescon (Padova) |

|                        |           |  |
| Mora 49’ Fortunato 52’ | Marcatori |  |

| Arbitro: | Righi (Milano) |

|                        |           |  |
| Orlando 15’ Hamrin 79’ | Marcatori |  |

| Arbitro: | Di Tonno (Lecce) |

|                 |           |              |
| Dell'Angelo 35’ | Marcatori | 57’ Pirovano |

| Arbitro: | De Marchi (Pordenone) |

|                  |           |                       |
| Maschio 74’, 82’ | Marcatori | 48’ Corso 71’ Mazzola |

| Arbitro: | Varazzani (Parma) |

|             |           |                    |
| Orlando 57’ | Marcatori | 45’ (rig.) Bagatti |

| Arbitro: | De Robbio (Torre Annunziata) |

|  |           |                  |
|  | Marcatori | 27’, 71’ Orlando |

| Mantova 20 gennaio 1965 16ª giornata | Mantova          | 0 – 0 | Fiorentina | Stadio Danilo Martelli\| Arbitro: \| Sbardella (Roma) \| |
| Arbitro:                             | Sbardella (Roma) |       |            |                                                          |

| Arbitro: | Genel (Trieste) |

|                                                |           |  |
| Orlando 13’, 43’, 76’ Pirovano 17’ Morrone 55’ | Marcatori |  |

#### Girone di ritorno
| Foggia 24 gennaio 1965 18ª giornata | Foggia & Incedit  | 0 – 0 | Fiorentina | Stadio Pino Zaccheria\| Arbitro: \| Roversi (Bologna) \| |
| Arbitro:                            | Roversi (Bologna) |       |            |                                                          |

| Arbitro: | Pieroni (Roma) |

|  |           |              |
|  | Marcatori | 82’ Da Silva |

| Arbitro: | Genel (Trieste) |

|  |           |            |
|  | Marcatori | 7’ Bertini |

| Arbitro: | De Robbio (Torre Annunziata) |

|                    |           |  |
| Orlando 83’ (rig.) | Marcatori |  |

| Arbitro: | Righetti (Torino) |

|                  |           |  |
| Maschio 60’, 89’ | Marcatori |  |

| Arbitro: | Sebastio (Taranto) |

|                                    |           |             |
| Petroni 33’ (rig.) Magistrelli 56’ | Marcatori | 90’ Morrone |

| Arbitro: | Campanati (Milano) |

|                         |           |  |
| Orlando 17’, 71’ (rig.) | Marcatori |  |

| Arbitro: | De Robbio (Torre Annunziata) |

|               |           |  |
| Stacchini 38’ | Marcatori |  |

| Arbitro: | Bernardis (Trieste) |

|                               |           |            |
| Nielsen 55’, 72’ Tumburus 87’ | Marcatori | 59’ Hamrin |

| Firenze 4 aprile 1965 27ª giornata | Fiorentina            | 0 – 0 | Milan | Stadio Comunale\| Arbitro: \| De Marchi (Pordenone) \| |
| Arbitro:                           | De Marchi (Pordenone) |       |       |                                                        |

| Arbitro: | Roversi (Bologna) |

|           |           |             |
| Rizzo 78’ | Marcatori | 88’ Orlando |

| Arbitro: | Genel (Trieste) |

|                                                 |           |             |
| Savoini 3’ (aut.) Benaglia 19’, 35’ Morrone 77’ | Marcatori | 58’ Vinicio |

| Arbitro: | Angonese (Mestre) |

|                                                      |           |                         |
| Corso 2’, 17’ Mazzola 35’, 58’ Burgnich 48’ Jair 70’ | Marcatori | 44’ Maschio 59’ Bertini |

| Arbitro: | Rigato (Mestre) |

|  |           |                          |
|  | Marcatori | 67’, 88’ Nuti 83’ Hamrin |

| Arbitro: | Politano (Cuneo) |

|                                                     |           |  |
| Morrone 56’ Hamrin 59’ Orlando 75’, 90’ Bertini 88’ | Marcatori |  |

| Arbitro: | Marengo (Chiavari) |

|                        |           |  |
| Hamrin 52’ Orlando 59’ | Marcatori |  |

| Arbitro: | Roversi (Bologna) |

|                                         |           |             |
| Zigoni 16’, 80’ Kolbl 62’ Dal Monte 87’ | Marcatori | 89’ Orlando |

### Coppa Italia
| Arbitro: | Barolo (Bassano del Grappa) |

|                                     |           |  |
| Cavallito 19’ Massei 43’ (rig.) 79’ | Marcatori |  |

### Coppa delle Fiere
| Arbitro: | Bois |

|  |           |            |
|  | Marcatori | Hamrin 26’ |

| Arbitro: | Tesanić |

|  |           |                   |
|  | Marcatori | Seminario 8’, 60’ |

### Coppa Mitropa
| Arbitro: | Škorić |

|                             |           |  |
| Bertini 34’, 44’ Hamrin 43’ | Marcatori |  |

| Arbitro: | Schiller |

|                    |           |  |
| Mészöly 85’ (rig.) | Marcatori |  |

## Statistiche
Statistiche aggiornate al 26 giugno 1965.

### Statistiche di squadra
| Competizione      | Punti | In casa | In casa | In casa | In casa | In casa | In casa | In trasferta | In trasferta | In trasferta | In trasferta | In trasferta | In trasferta | Totale | Totale | Totale | Totale | Totale | Totale | D.R. |
| Competizione      | Punti | G       | V       | N       | P       | Gf      | Gs      | G            | V            | N            | P            | Gf           | Gs           | G      | V      | N      | P      | Gf     | Gs     | D.R. |
| ----------------- | ----- | ------- | ------- | ------- | ------- | ------- | ------- | ------------ | ------------ | ------------ | ------------ | ------------ | ------------ | ------ | ------ | ------ | ------ | ------ | ------ | ---- |
| Serie A           | 41    | 17      | 13      | 3       | 1       | 34      | 7       | 17           | 3            | 6            | 8            | 18           | 30           | 34     | 16     | 9      | 9      | 52     | 37     | +15  |
| Coppa Italia      | -     | 0       | 0       | 0       | 0       | 0       | 0       | 1            | 0            | 0            | 1            | 0            | 3            | 1      | 0      | 0      | 1      | 0      | 3      | -3   |
| Coppa delle Fiere | -     | 1       | 1       | 0       | 0       | 1       | 0       | 1            | 0            | 0            | 1            | 0            | 2            | 2      | 1      | 0      | 1      | 1      | 2      | -1   |
| Coppa Mitropa     | -     | 0       | 0       | 0       | 0       | 0       | 0       | 2            | 1            | 0            | 1            | 3            | 1            | 2      | 1      | 0      | 1      | 3      | 1      | +2   |
| Totale            | -     | 18      | 14      | 3       | 1       | 35      | 7       | 21           | 4            | 6            | 11           | 21           | 36           | 39     | 18     | 9      | 12     | 56     | 43     | +13  |

### Statistiche dei giocatori
| Giocatore      | Serie A  | Serie A | Coppa Italia | Coppa Italia | Coppa Mitropa | Coppa Mitropa | Coppa delle Fiere | Coppa delle Fiere | Totale   | Totale |
| Giocatore      | Presenze | Reti    | Presenze     | Reti         | Presenze      | Reti          | Presenze          | Reti              | Presenze | Reti   |
| -------------- | -------- | ------- | ------------ | ------------ | ------------- | ------------- | ----------------- | ----------------- | -------- | ------ |
| E. Albertosi   | 34       | -37     | 1            | -3           | 0             | 0             | 2                 | -2                | 37       | -42    |
| R. Benaglia    | 21       | 2       | 1            | 0            | 2             | 0             | 2                 | 0                 | 26       | 2      |
| M. Bertini     | 20       | 3       | 1            | 0            | 2             | 2             | 1                 | 0                 | 24       | 5      |
| G. Brizi       | 11       | 0       | 0            | 0            | 2             | 0             | 0                 | 0                 | 13       | 0      |
| M. Brugnera    | 2        | 0       | 0            | 0            | 0             | 0             | 0                 | 0                 | 2        | 0      |
| S. Castelletti | 27       | 0       | 0            | 0            | 2             | 0             | 2                 | 0                 | 31       | 0      |
| U. Ferrante    | 3        | 0       | 0            | 0            | 0             | 0             | 0                 | 0                 | 3        | 0      |
| P. Gonfiantini | 23       | 0       | 1            | 0            | 0             | 0             | 0                 | 0                 | 24       | 0      |
| E. Guarnacci   | 28       | 0       | 1            | 0            | 2             | 0             | 2                 | 0                 | 33       | 0      |
| K. Hamrin      | 34       | 8       | 1            | 0            | 2             | 1             | 2                 | 1                 | 39       | 10     |
| R. Marchesi    | 11       | 2       | 1            | 0            | 2             | 0             | 2                 | 0                 | 16       | 2      |
| G. Marchi      | 1        | 0       | 0            | 0            | 0             | 0             | 0                 | 0                 | 1        | 0      |
| M. Matteucci   | 0        | 0       | 1            | 0            | 0             | 0             | 0                 | 0                 | 1        | 0      |
| H. Maschio     | 29       | 8       | 0            | 0            | 0             | 0             | 1                 | 0                 | 30       | 8      |
| J.C. Morrone   | 33       | 6       | 1            | 0            | 2             | 0             | 2                 | 0                 | 38       | 6      |
| P. Nuti        | 2        | 3       | 0            | 0            | 2             | 0             | 1                 | 0                 | 5        | 3      |
| A. Orlando     | 32       | 17      | 1            | 0            | 0             | 0             | 1                 | 0                 | 34       | 17     |
| A. Paolicchi   | 0        | 0       | 0            | 0            | 2             | -1            | 0                 | 0                 | 2        | -1     |
| G.B. Pirovano  | 32       | 3       | 1            | 0            | 2             | 0             | 2                 | 0                 | 37       | 3      |
| E. Robotti     | 28       | 0       | 1            | 0            | 0             | 0             | 2                 | 0                 | 31       | 0      |